# Hieracium oenophyllum
Hieracium oenophyllum es una especie de planta con flor del género Hieracium, de la familia Asteraceae, orden Asterales.

## Distribución
Hieracium oenophyllum se distribuye por Escocia.

## Taxonomía
Fue descrita científicamente por P. D. Sell.